# Кру (народи)
Кру (крао, кру) — це західноафриканська етнічна група, корінне населення західного Кот-д'Івуару та східної Ліберії. До початку громадянської війни в Ліберії частина кру працювала на плантаціях, що належать американським компаніям.

## Історія

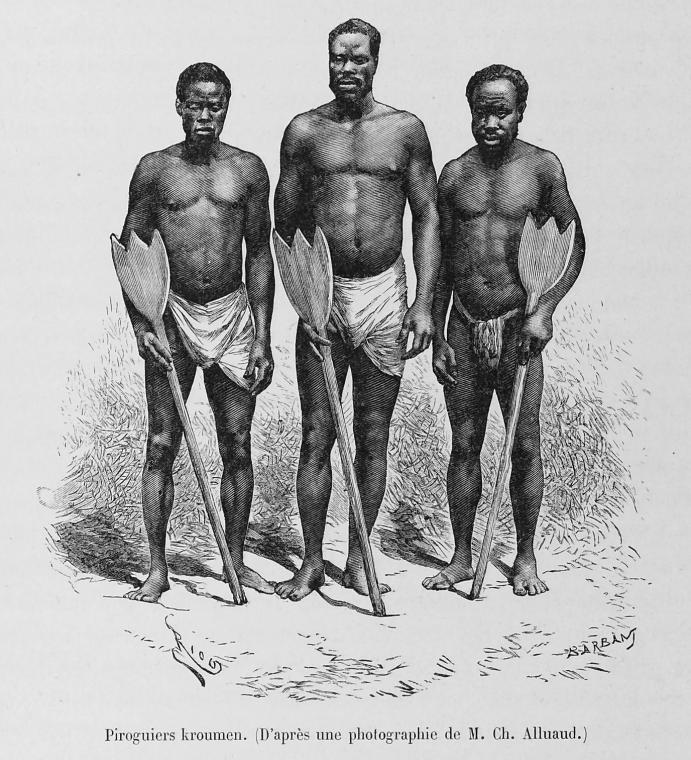
Каноери Крю зображені французьким гравером Аллюо

Під час атлантичної работоргівлі представники народу кру вважалися більш цінними як торговці та моряки на рабських кораблях, ніж як рабська праця, і усні традиції[уточнити] кру твердо стверджують, що вони ніколи не були поневоленими. Щоб забезпечити свій статус «вільних людей», вони започаткували практику татуювання на лобі та переніссі фарбою індиго, щоб відрізняти їх від рабів. Моряки кру славилися своїми навичками навігації та плавання в Атлантиці.

## Мова і релігія
Народи кру розмовляють мовою кру, однієї з сім'ї Нігеро-конголезьких мов. Дотримуються таких релігій як — Християнство, Африканські традиційні релігії та Сунітський іслам.

## Розподіл
Кру є однією з багатьох етнічних груп Ліберії, що становить 7% від населення. Вони також є однією з основних мов, якими розмовляють[уточнити]. Кру є однією з головних груп корінного населення в соціально-політичній діяльності Ліберії.

## Знатні люди
До відомих етнічних Кру належать 25-й президент Ліберії Джордж Веа, який має змішане походження кру, гбі, мано та басса, а також його попередниця, президент Еллен Джонсон Серліф, яка має змішане походження кру, гола та німців. Доктор Джордж Тое Вашингтон, колишній начальник штабу збройних сил Ліберії та посол у Сполучених Штатах, Канаді та Мексиці, походить від Кру та Гребо. Футбольна зірка Вільям Джебор має виключно походження з Кру. Мері Бро, колишній мер Монровії, має змішане походження з кру та басса. І Дідво Тве, суддя і політик, який балотувався на пост президента Ліберії в 1951 році, був спадщиною Кру.

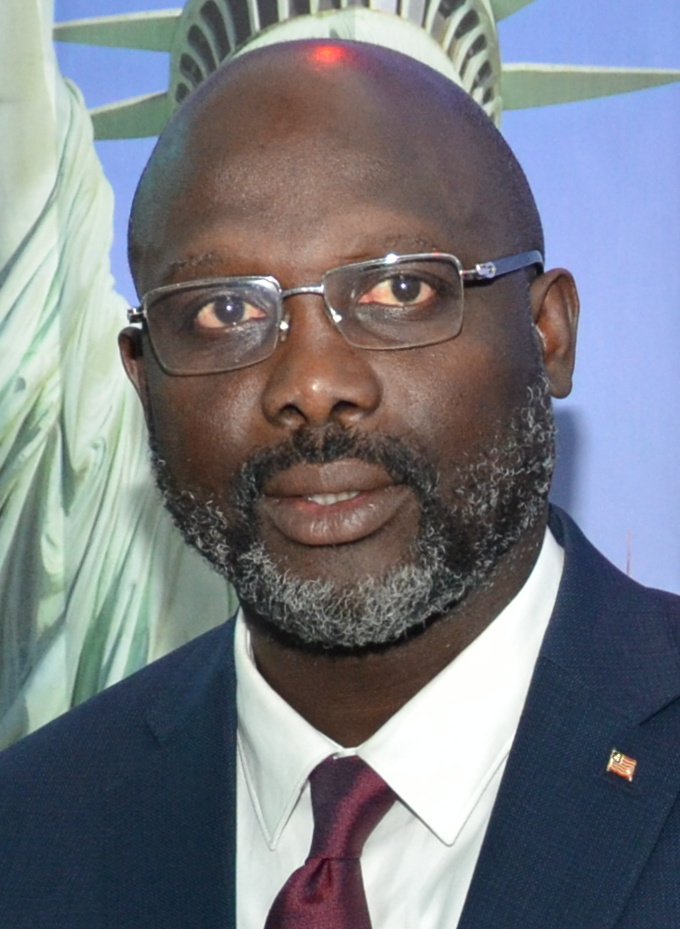
Джордж Веа (1966–тепер), 25-й президент Ліберії
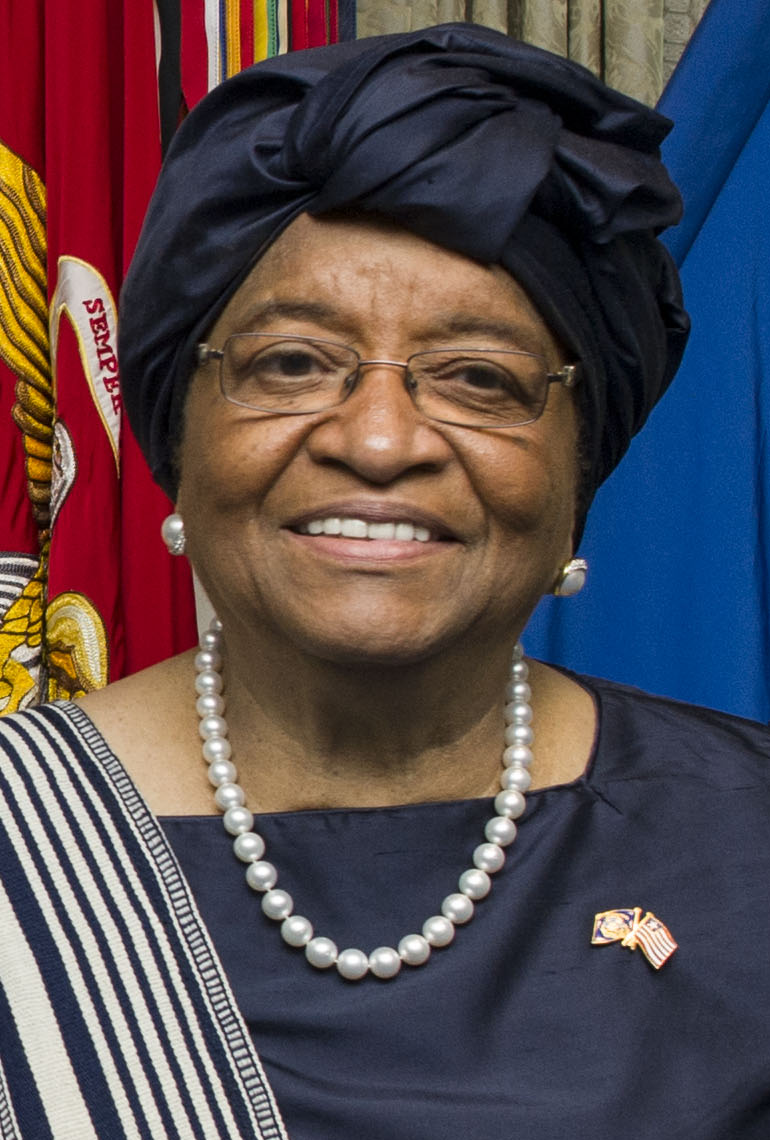
Еллен Джонсон Серліф (1938–тепер), 24-й президент Ліберії
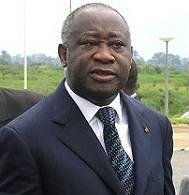
Куду Гбагбо Лоран, колишній президент Кот-д’Івуару (2000–2011)
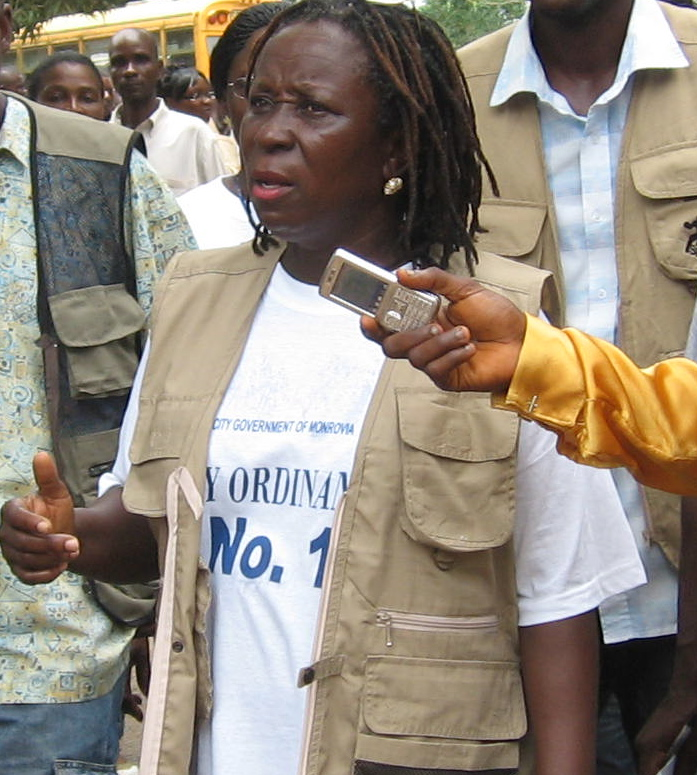
Мері Бро (1951–тепер), колишній мер Монровії, Ліберія
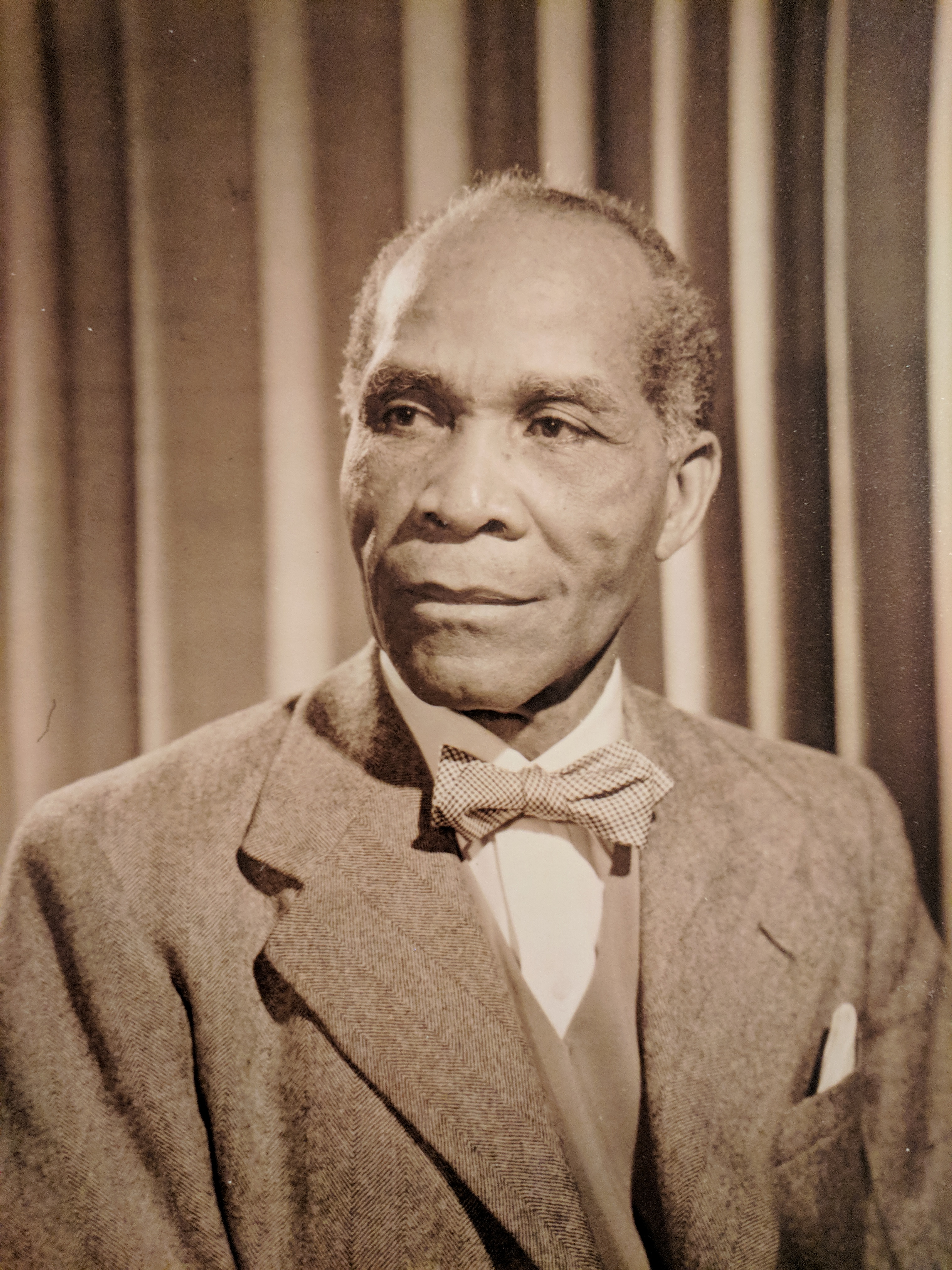
Дідво Велле Тве (1879–1961), кандидат у президенти Ліберії в 1951 році